# Tavant
Tavant is een gemeente in het Franse departement Indre-et-Loire (regio Centre-Val de Loire) en telt 241 inwoners (2005). De plaats maakt deel uit van het arrondissement Chinon.

## Geografie
De oppervlakte van Tavant bedraagt 5,3 km², de bevolkingsdichtheid is 45,5 inwoners per km².
De onderstaande kaart toont de ligging van Tavant met de belangrijkste infrastructuur en aangrenzende gemeenten.

## Demografie
Onderstaande figuur toont het verloop van het inwonertal (bron: INSEE-tellingen).

## Bezienswaardigheid

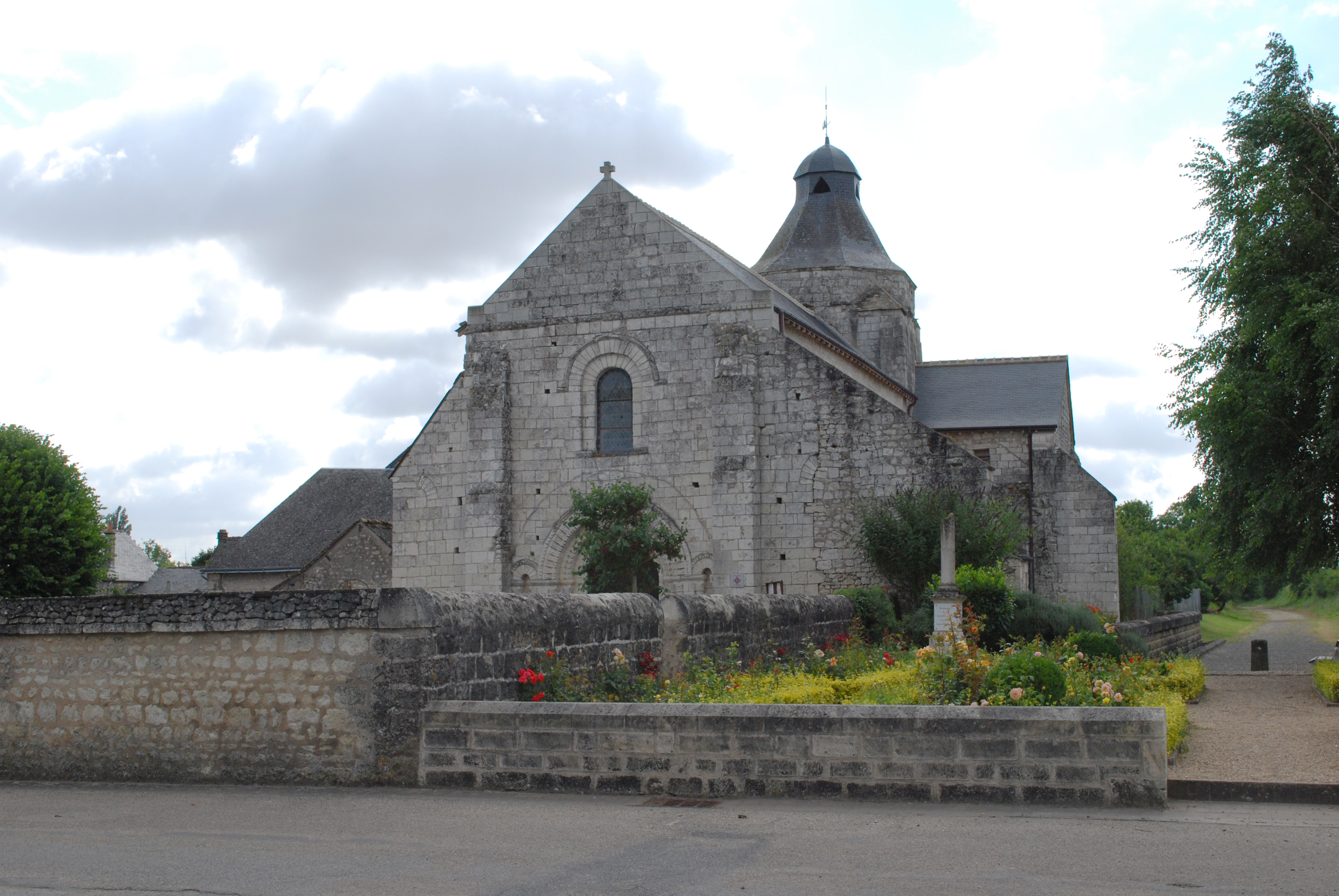
Sint-Nicolaaskerk te Tavant

De Sint-Nicolaaskerk van Tavant uit de twaalfde eeuw is bekend door de romaanse muurschilderingen in het koor en vooral in de crypte. De ronde bogen en de achthoekige toren zijn typische kenmerken van de romaanse bouwstijl.